# Álvaro Obregón, Durango
Álvaro Obregón är en ort i Mexiko.   Den ligger i kommunen Lerdo och delstaten Durango, i den centrala delen av landet, 800 km nordväst om huvudstaden Mexico City. Álvaro Obregón ligger 1 139 meter över havet och antalet invånare är 1 359.
Terrängen runt Álvaro Obregón är kuperad söderut, men norrut är den platt. Runt Álvaro Obregón är det ganska tätbefolkat, med 96 invånare per kvadratkilometer. Närmaste större samhälle är Torreón, 9,2 km öster om Álvaro Obregón. Omgivningarna runt Álvaro Obregón är i huvudsak ett öppet busklandskap.